# 경주 황남동 금제 드리개
경주 황남동 금제 드리개(慶州 皇南洞 金製垂飾)는 대한민국 경상북도 경상북도 경주시 황남동에 있는 신라 미추왕릉에서 발견된, 금으로 만든 드리개(수식)이다. 대한민국의 보물 제633호로 지정되어 있으며, 신라 무덤에서 출토되는 드리개 가운데 가장 화려한 작품의 하나이다.
긴 줄은 속이 빈 금 구슬에 꽃잎 장식을 금실로 꼬아 여러 개를 길게 묶었고, 끝에 비취색 옥을 달았다. 짧은 줄도 긴 줄과 모양이 같다. 현재의 상태가 원형인지 분명하지는 않다.